# Šalgovce
Šalgovce és un municipi del districte de Topoľčany de la regió de Nitra, Eslovàquia. L'any 2011 tenia 503 habitants. La primera menció escrita de la vila es remunta al 1156.

## Demografia
| Godina             | 1994 | 2004   | 2014   | 2024   |
| ------------------ | ---- | ------ | ------ | ------ |
| Nombre de persones | 515  | 514    | 516    | 470    |
| Diferència         |      | −0,19% | +0,38% | −8,91% |

| Godina             | 2023 | 2024   |
| ------------------ | ---- | ------ |
| Nombre de persones | 483  | 470    |
| Diferència         |      | −2,69% |